# Верхня Кринка (Горлівський район)
Ве́рхня Кринка — село Єнакієвської міської громади Горлівського району Донецької області, Україна. Населення становить 119 осіб.

## Географії
Село розташоване біля місця злиття річок з назвами Садки, Корсунь і Булавинка в річку під назвою Кринка. 
Відстань до райцентру становить близько 8 км і проходить автошляхом місцевого значення. Через село проходить залізниця, станція Щебенка.
Сусідні населені пункти: на північному сході - Шапошникове, Авіловка, місто Єнакієве (вище по течією Булавинки), Старопетрівське (вище за течією річки Садки);  півночі - Щебенка (вище по течією Булавинки); північному заході - Корсунь (вище за течією Корсуні); заході - Шевченко; південному заході - Петрівське, Путепровід; півдні - Новоселівка, Новомар'ївка, (нижче за течією Кринки, правий берег); Алмазне; південному сході - Верхня Кринка (Макіївська міськрада), Новомосковське, Новомосковське.

## Населення
За даними перепису 2001 року населення села становило 119 осіб, із них 25,21% зазначили рідною мову українську, 74,79% — російську.

## Історія
В часі російсько-української війни 21 вересня 2014 року українські війська змушено відійшли з Верхньої Кринки.